# Thorsten Dyrssen
Thorsten Olof Peder Thedesson Dyrssen, född 27 juli 1889 i Kristianstad, död 27 februari 1985 i Stockholm, var en svensk ryttmästare och konstnär.
Han var son till överste Thede Julius Dyrssen och Mathilda Nordenfeldt samt gift första gången 1916 med Gerda Gunhild Linton och andra gången 1937 med Ingeborg Maria von Tschammer und Osten och far till Ted Dyrssen. 
Dyrssen var som konstnär autodidakt och bedrev självstudier under resor till Wien 1923, Italien 1925–1926 och Tyskland 1937–1939. Som illustratör illustrerade han Nils Ankarcronas bok Handbok i ridning. Han ställde ut separat i Stockholm, Uppsala och Umeå. Hans konst består huvudsakligen av hästar och ryttarporträtt men även landskapsmålningar.
Dyrssen är representerad med ett porträtt av Sven Colliander på Kungliga Norrlands dragonregemente samt med tre hästporträtt på Strömsholms slott. Han är begravd på Norra Kyrketorps gamla kyrkogård.